# Tro bay

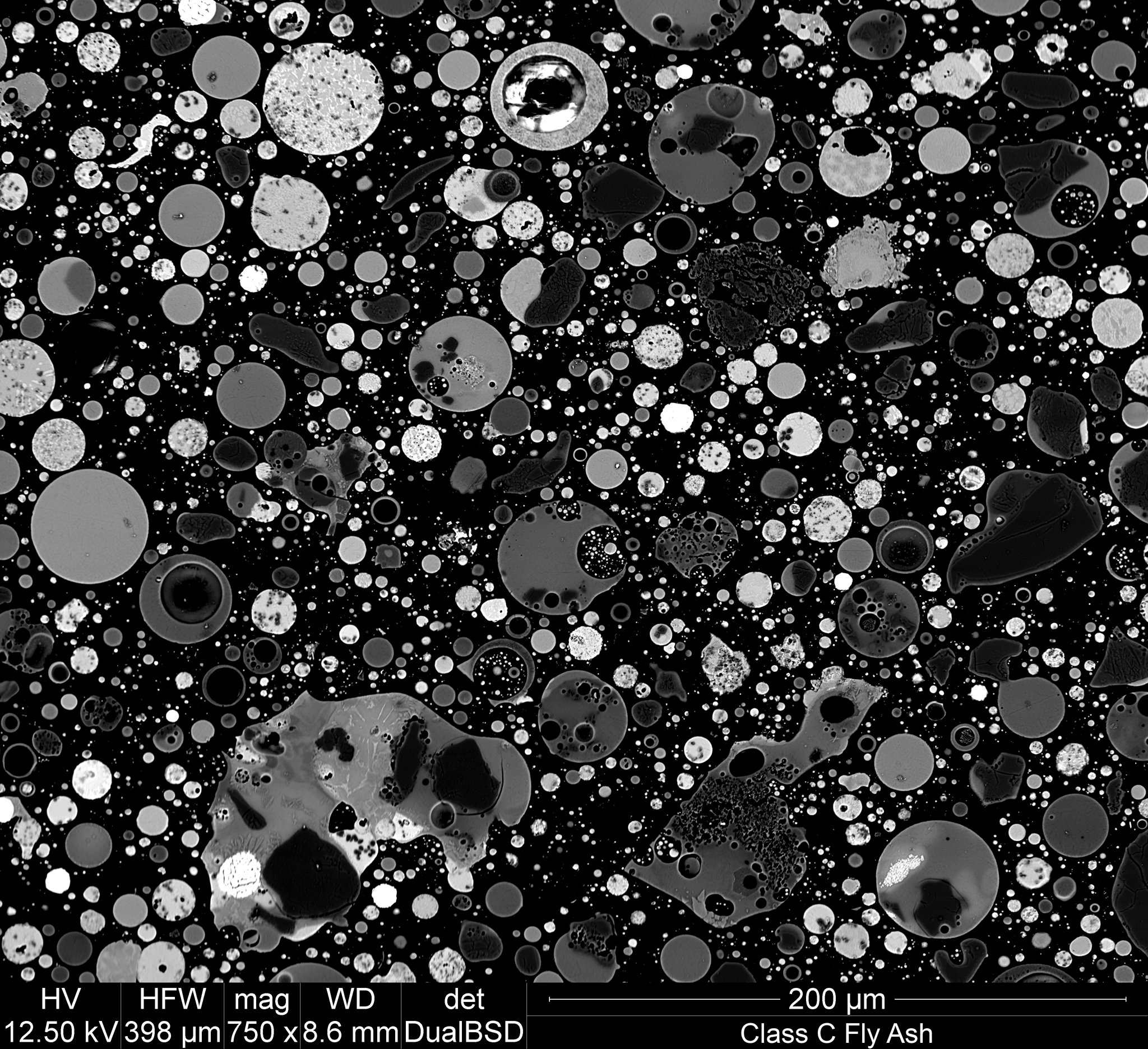
Ảnh chụp sau ống phóng của một kính hiển vi điện tử quét (SEM) phát hiện cấu trúc mặt cắt ngang của các hạt tro bay ở độ phóng đại 750 lần.

Tro bay là một loại khoáng hoạt tính pozzolan dùng làm phụ gia cho chế tạo bê tông cường độ cao. Tro bay là bụi khí thải dưới dạng hạt mịn thu được từ quá trình đốt cháy nhiên liệu than đá trong các nhà máy nhiệt điện chạy than, là phế thải thoát ra từ buồng đốt qua ống khói nhà máy. Tro bay được tận thu từ ống khói qua hệ thống nồi hơi tinh luyện loại bỏ bớt các thành phần than (cacbon) chưa cháy hết. Thành phần của tro bay thường chứa các silic oxit, nhôm oxit, calci oxit, sắt oxit, magnesi oxit và lưu huỳnh oxit, ngoài ra có thể chứa một lượng than chưa cháy. Cũng giống như các phụ gia khoáng hoạt tính cho bê tông khác như muội silic, tro bay là một loại pozzolan nhân tạo với thành phần chính tạo hiệu ứng pozzolan là các silic oxit, nhôm oxit chứa trong tro bay. Hàm lượng than chưa cháy hết trong tro bay phải < 6%, nếu lượng chất cháy chưa hết trong tro bay > 6% phải có biện pháp tinh lọc để loại bỏ than chưa cháy hết khỏi tro bay. Hàm lượng các chất nhôm oxit, silic oxit và sắt oxit trong tro bay phải > 70%.

## Phân loại tro bay

### Tro bay loại F
Tro bay loại F là sản phẩm từ bụi thải của quá trình đốt than đá (than cốc). Tro bay loại F là tro bay có chứa ít hơn 7% vôi (CaO), trong thành phần của nó có thêm sắt oxit, silica thủy tinh (silic oxit), nhôm oxit và natri silicat (thủy tinh nước). Tro bay loại F là loại tro bay thích hợp hơn loại C cho chế tạo bê tông cường độ cao. Tro bay loại F được sử dụng với liều lượng hợp lý, khoảng 10-15% lượng dùng xi măng, để chế tạo vữa bê tông thường cho bê tông có cường độ khoảng 40-60 Mpa (400-600 kG/cm² (mác bê tông 400-600)).

### Tro bay loại C
Tro bay loại C thường có chứa hơn 20% vôi (CaO). Hàm lượng vôi cao làm giảm hiệu quả của hiệu ứng pozzolan của loại tro bay này. Tro bay loại C là sản phẩm từ bụi thải của quá trình đốt than bùn non.